# Zakon Rycerzy św. Łazarza

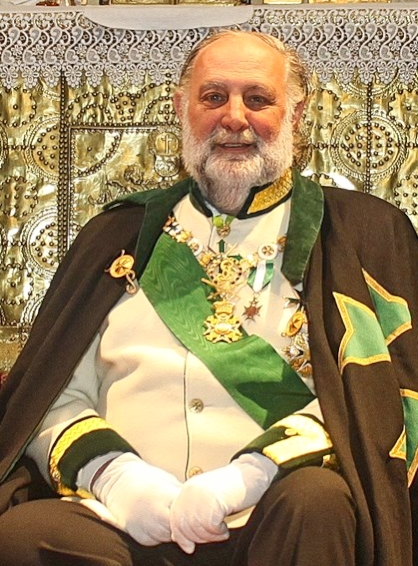
Jan Dobrzenský, Wielki Mistrz obediencji orleańskiej zakonu w latach 2010–2023

Rycerski i Szpitalniczy Zakon Świętego Łazarza z Jerozolimy (łac. Ordo Militaris et Hospitalis Sancti Lazari Ierosolymitani), potoczne nazwy: lazaryci, łazarzyści, lazarianie – jedna z najstarszych chrześcijańskich instytucji szpitalnych, w skład której wchodzą duchowni przeorzy i kapelani oraz kawalerowie i damy, będący świeckimi członkami, oddanymi życiu w zgodzie z zasadami chrześcijańskiej wiary i miłosierdzia wobec innych.
Zakon istnieje jako instytucja in pleno jure (łac. w pełni praw), założona jako zakon rycerski na podstawie prawa kanonicznego, ze stanowiskiem wybieralnego wielkiego mistrza. Aktualnie zakon jako niezawisła instytucja ponadnarodowa jest uznawany m.in. przez: Austrię, Australię, Boliwię, Chorwację, Dominikanę, Estonię, Hiszpanię, Kanadę, Luksemburg, Macedonię Północną, Nową Zelandię, Rosję, Południową Afrykę, USA, Węgry i Komisję Europejską. Poza tymi krajami insygnia zakonne mogą być noszone do munduru wojskowego także w Australii, Czechach, Meksyku, Norwegii, Szwecji, Włoszech i na Malcie wraz z odznaczeniami państwowymi. W 2007 na podstawie umowy z Kancelarią Legii Honorowej Zakon został także w pełni uznany we Francji. W Polsce mogą być noszone do mundurów po uzyskaniu indywidualnej zgody Ministerstwa Obrony Narodowej.
Zakon św. Łazarza jako instytucja kościelna posiada dwie jurysdykcje religijne. W Austrii egzystuje na zasadzie Prawa kanonicznego § 708 CIC jako „Pia unio”, co zostało potwierdzone przez Konferencję Episkopatu Austrii w dniach 6–8 kwietnia 1976 i bullę kardynała Franciszka Koeniga z 15 grudnia 1977 (Z. 1202-77). W efekcie władze religijne Zakonu w Austrii wybierane przez Kapitułę Generalną są zatwierdzane przez Kościół katolicki na zasadzie Konkordatu z 1933 i ustawy państwowej z 21 czerwca 1980. Także w Hiszpanii prymas, kardynał Marceli González Martín i Duchowy Przeor Zakonu, zatwierdził swoją bullą z 18 marca 1984 tamtejszy Wielki Przeorat jako instytucję kościelną, w ramach czego Zakon otrzymał odnowienie statusu organizacji konwentualnej w Królestwie Hiszpanii (wraz z zakonnym Konwentem św. Urszuli w Toledo).

## Historia

### Początki
Według czternastowiecznej legendy początków Zakonu należy doszukiwać się w bractwie powstałym już w r. 72 n.e. Miało ono na celu obronę przed poganami prześladowanych za wiarę chrześcijan. Niektórzy historycy za fundatora i duchowego ojca Zakonu uważają świętego Bazylego, który w IV w. na rzymskim wschodzie rozpoczął na szeroką skalę prewencję i szerzenie ochrony zdrowia. Wtedy to zaczęły powstawać – nowoczesne jak na tamte czasy – szpitale dla ofiar trądu.
Faktycznie zakon został założony w Ziemi Świętej podczas I wyprawy krzyżowej w 1098 przez Gérarda de Martigues, zwierzchnika wszystkich instytucji szpitalnych w Jerozolimie. Zakon swą nazwę wziął od biblijnego Łazarza, patrona trędowatych, i jemu dedykował większość swych szpitali i kościołów.
Z początku był to zakon szpitalny, konieczna jednak stała się ochrona hospicjów przed niewiernymi i rabusiami, dlatego została utworzona milicja złożona z trędowatych rycerzy-pacjentów, u których choroba nie była jeszcze zbyt zaawansowana (później jednak zbrojne ramię zakonu tworzyli także zdrowi rycerze). W większości byli to joannici i bożogrobcy, później także templariusze. Uczyli oni lazarytów sztuki walki, przez co stali się odpowiedzialni za przekształcenie zgromadzenia w zakon rycerski. Pierwsza wzmianka jako o zakonie militarnym pochodzi z 1154 r.
Przez pierwsze ok. 20 lat zakon był częścią zakonu joannitów. Usamodzielnił się w 1120, gdy Boyand Roger, dotychczasowy rektor szpitala joannitów, po zachorowaniu na trąd został mianowany mistrzem świętego Łazarza. Następny wielki mistrz – wcześniej także zwierzchnik joannitów – bł. Rajmund du Puy przyjął prosty, zielony krzyż jako znak i godło lazarytów. Krzyż stał się symbolem ich posłannictwa, poświęcenia dla Chrystusa, zieleń zaś stała się tradycyjnym kolorem ich posługi szpitalnej. Lazaryci byli w średniowieczu jedyną organizacją zajmującą się opieką nad trędowatymi. Od nazwy zakonu pochodzi słowo lazaret i  lazarium.

### Średniowiecze
Rycerze Świętego Łazarza wsławili się w krwawych i słynnych bitwach pod Montgisard (1177), Hittinem (1187) czy Gazą (1244), jak i podczas obrony Jerozolimy, Akki, zamków Khirbet el Zeita i Medjel el Djemeriayh. Utworzyli własną flotę, kontrolującą obszar między Akką a innymi chrześcijańskimi portami Morza Śródziemnego, gdzie mieli swoje instytucje. W 1255 papież Aleksander IV zatwierdził im regułę świętego Augustyna. W 1265 papież nakazał przejście wszystkich samodzielnych leprozoriów pod władzę lazarytów, oraz nadał in perpetuum przywilej samodzielnego wybierania wielkiego mistrza, z którego zakon korzysta do dziś. Dla skutecznej prewencji rozprzestrzeniającego się trądu i innych zaraźliwych chorób, zbierających obfite żniwo w całej Europie, działalność zakonnych lazaretów okazała się niezbędna. W samej Europie na przełomie XIII/XIV w. zliczono około 20 000 tych specjalistycznych instytucji opieki medycznej, z których większość należała do zakonu św. Łazarza. W XII w. pojawiły się także pierwsze, żeńskie konwenty. W XIII w. zakon cieszył się pełną suwerennością na terenie palestyńskiej Akki. Zyskał specjalne przywileje ponadnarodowej, uniwersalnej instytucji. Rycerze św. Łazarza uczestniczyli w krucjacie Ludwika IX Świętego przeciwko Egiptowi oraz w wyprawach do Syrii w 1250–1254. Po upadku Akki, ostatniej twierdzy w Królestwie Łacińskim, zakon przeniósł się na Cypr, by następnie powrócić do swojej głównej siedziby we francuskim Boigny. Wcześniej jednak lazaryci zdążyli założyć komandorie i szpitale w większości krajów Europy m.in. we Francji, Italii, Sycylii, Anglii, Szkocji, Irlandii, Szwajcarii, Austrii, Niemczech, Czechach, Dalmacji, na Węgrzech, Bałkanach, Półwyspie Iberyjskim, a także w Polsce. W połowie XV w. – między innymi dzięki działalności lazarytów – trąd stał się chorobą coraz rzadszą. Zakon w efekcie przekształcał się w organizację bardziej rycerską, elitarną, choć posługa chorym i utrzymywanie szpitali dalej były jego istotnymi zajęciami. Ekspansja reformacji – jak i inne zawieruchy dziejowe – doprowadziły w wieku XV w. do pogorszenia kondycji i stanu liczebnego zakonu.
Bulla wydana w 1489 przez papieża Innocentego VIII nakazywała przyłączenie lazarytów do joannitów. Lazaryci z włoskiej Kapui zgodzili się podlegać wielkim mistrzom joannitów, jednak gałąź podległa magistratowi w Boigny (za zgodą wielkiego mistrza joannitów) bulli nie uznała. Tą drogą zakon utrzymał niezależność i własności we Francji, Hiszpanii, Szwajcarii, Anglii, Dalmacji i na Węgrzech. W 1517 Leon X unieważnił postanowienia bulli unifikacyjnej z joannitami. Przywrócił tym samym włoską gałąź rycerzy zakonu. Tymczasem w 1557 francuska część zakonu św. Łazarza podporządkowała się joannitom na zasadzie utrzymania wewnętrznej niezależności i samodzielnej nazwy św. Łazarza. Od tego czasu, przez następne 47 lat każdorazowy wielki mistrz zakonu św. Łazarza wywodził się z zakonu św. Jana. Lazaryci uzyskali w ten sposób silnego i niezależnego protektora. W tych czasach praktycznie wszędzie poza Francją i Italią bractwo to przestało istnieć. Wtedy utrwalił się podział na dwie główne gałęzie Zakonu: obediencję francuską w Boigny, oraz włoską w Kapui. W 1572 włoska obediencja św. Łazarza została przez jej następnego mistrza generalnego i suwerena Sabaudii, księcia Emanuela Filiberta połączona z niedawno utworzonym dynastycznym Zakonem Domu Sabaudzkiego pod wezwaniem św. Maurycego. Książę związał godność zwierzchników tak powstałego nowego Zakonu Świętych Maurycego i Łazarza ze swoją osobą i swoimi następcami.

### Unia personalna z zakonem NMP z Góry Karmel
W 1604 Henryk IV Burbon ogłosił się protektorem Zakonu Świętego Łazarza obediencji francuskiej, który to odtąd przez ponad 200 lat pozostawał oficjalnie pod opieką królów Francji. W 1607 zakon św. Łazarza połączył się na zasadzie unii personalnej na stanowiskach wielkich mistrzów z nowo ustanowionym przez Henryka IV i papieża Pawła V Królewskim Zakonem Najświętszej Marii Panny z Góry Karmel. Dozwolono wówczas rycerzom św. Łazarza na zawieranie związków małżeńskich. Od tego czasu oba zakony istniały pod nazwą Połączone Zakony Królewskie, Rycerskie i Szpitalne Najświętszej Marii Panny z Góry Karmel i św. Łazarza z Jerozolimy (fr. Ordres Royaux Notre-Dame du Mont-Carmel et Militaires et Hospitaliers de Saint-Lazare de Jérusalem Réunis). Henryk IV dla siebie i swoich następców potwierdził tytuły protektora zakonu św. Łazarza i suwerena zakonu Najświętszej Marii Panny z Góry Karmel. Ten swoisty związek obu zakonów został zaaprobowany przez papieża Innocentego X w 1645, a następnie w 1668 przez legata papieskiego, kardynała de Vendôme.
Swoją świetność zakon przeżywał na terenie Francji XVII i XVIII w. W XVII w. zakon odtworzył własną flotę wojenną ochraniającą wybrzeże Bretanii i szlaki handlowe Morza Śródziemnego. W tym czasie lazaryci powołali pierwszą na świecie Wojskową Akademię Morską, której absolwenci zasilali szeregi coraz bardziej elitarnego zakonu. Połączonym Zakonom przekazano własności rozwiązanych we Francji zakonów: Zakon Ducha Świętego z Montpellier, św. Jakuba z Compostelli, św. Katarzyny, św. Ludwika z Boucheraumont, Stróżów Grobu Bożego i Najświętszej Marii Panny Domu Niemieckiego. W XVII w. zaszczytnego stopnia rycerza św. Łazarza mógł dostąpić jedynie członek zakonu Najświętszej Marii Panny z Góry Karmel. Do końca francuskiej monarchii 1792 połączone zakony utrzymywały kilkaset szpitali i wojskowych lazaretów na terenie całego francuskiego dominium. Posługa chorym i ubogim, pomoc w czasie klęsk i wojen zawsze stała na pierwszym miejscu wśród obowiązków i zadań rycerzy świętego Łazarza.
Po zwycięstwie rewolucji francuskiej i straceniu króla Francji jakobini upaństwowili wszelkie majątki kościelne w tym własności połączonych zakonów. Wydano rewolucyjny dekret o likwidacji wszystkich religijnych i rycerskich zakonów. Formalnie, dekret władz świeckich nie likwidował zakonu, jako takiego, bo to uczynić mógł jedynie papież. Spowodowało to jednak zeświecczenie zakonu – odebranie praw, nieruchomości, majątku co oznaczało formalną likwidację. Tradycję zakonu kultywowali świeccy, nieformalnie. Nieformalnie, ponieważ nie byli powołani zgodnie z prawem kościelnym ani za wiedzą czy zgodą papieża. Od tego czasu, Zakon stał się instytucją świecką a przestał być kościelną i podległą miejscowym biskupom oraz papieżowi. W okresie jakobińskiego terroru i władzy Napoleona Bonapartego wielki mistrz nieformalny, połączonych zakonów Ludwik Burbon, hrabia Prowansji i tytularny król Francji, będący osobą świecką, a nie duchownym, przebywał na wygnaniu. Starał się kontynuować rekrutację, przyjmując w „zakonne” szeregi kandydatów z najznakomitszych rodów Europy, w tym m.in.: króla Szwecji Gustawa IV Adolfa, cara Rosji Pawła I – wielkiego mistrza Zakonu Maltańskiego – oraz jego dwóch synów: Aleksandra i Konstantego. Po przywróceniu monarchii Burbonów we Francji, zakony na krótko powróciły do przedrewolucyjnej świetności, ale już jako instytucje świeckie, nawiązujące do tradycji, a niebędące bezpośrednim następcą prawnym. „Wielki mistrz” Ludwik XVIII objął władzę w Królestwie Francji i jako urzędujący suweren zrzekł się tytułu wielkiego mistrza (tak jak to robili jego poprzednicy, gdy zostawali królami Francji) szanując niezależność i uniwersalność zakonu św. Łazarza. Kolejne zaburzenia społeczne i polityczne, zakończone proklamowaniem tzw. monarchii lipcowej w 1830 roku, spowodowały uchylenie wcześniejszych dekretów i rozwiązanie wszystkich francuskich królewskich zakonów rycerskich, w tym Królewskiego Rycerskiego Zakonu Najświętszej Marii Panny z Góry Karmel.

### Pod protektoratem patriarchów Jerozolimy
„Rycerze św. Łazarza” jako instytucja świecka, nie podlegali już papieżowi, utraciwszy opiekę królów Francji, zwrócili się w 1841 o objęcie protektoratem do ówczesnego patriarchy Jerozolimy. Był nim, rezydujący w Ziemi Świętej katolicki melchicki patriarcha Jerozolimy, Antiochii, Aleksandrii i całego Wschodu – Maksym III Mazloum. De facto, świecki zakon nawiązujący do tradycji zakonu Kościoła Rzymskokatolickiego, stał się instytucją katolicką, ale w kościele episkopalnym, obrządku bizantyjskiego, kościele wywodzącym się z kościoła prawosławnego, który nie uznaje władzy papieża. Protektorem zakonu stał się każdorazowy patriarcha Jerozolimy, któremu przysługiwało prawo nominowania rycerzy i powoływania kapelanów świętego Łazarza. W tym okresie wśród najznakomitszych kawalerów zakonu dali się poznać m.in.: admirał Alfons Hamelin, dowódca francuskiej Flotylli Śródziemnomorskiej w okresie wojny krymskiej, później minister floty i wielki kanclerz Legii Honorowej; admirał Ludwik Edward Bouet Willaumer, senator cesarstwa Francji; oraz hrabia d’Anselme de Puisaye, żuaw armii papieskiej i założyciel Stowarzyszenia Zielonego Krzyża w Tunisie, powołanego dla opieki nad chorymi. W latach 1844–1867 rycerze św. Łazarza wspomagali odbudowę klasztoru na górze Karmel w Ziemi Świętej, macierzystego opactwa Zakonu Karmelitańskiego. W 1910 – za radą Polaka, księdza kanonika Jana Tańskiego z Paryża, kapelana i jałmużnika Zakonu, sprawującego praktycznie funkcję pełnomocnika do spraw europejskich – patriarcha Cyryl VIII restytuował kapitułę Zakonu. W tym samym roku zarejestrowano w Republice Francuskiej charytatywne Stowarzyszenie Szpitalników i Rycerzy Świętego Łazarza, jako że w tym czasie rząd francuski nie uznawał żadnych zakonów rycerskich (joannitów, Krzyżaków, bożogrobców, lazarytów) poza napoleońską Legią Honorową. W 1927 członkowie zakonu stworzyli nowe reguły i statuty zakonu (biorąc za podstawę Fundamentalne Statuty Zakonu św. Łazarza z roku 1841). Rok później Pius XI przyjął dowód oddania kapituły, przekazując swoje błogosławieństwo i życzenia dalszego rozwoju zakonu św. Łazarza, co nie oznaczało jednak powrotu zakonu do Kościoła Rzymskokatolickiego.

### XX wiek
W 1930 patriarcha Jerozolimy, zrezygnował ze swojej zaszczytnej funkcji administratora zakonu. Kapituła zakonu w 1929 nadała tytuł generalnego namiestnika zakonu św. Łazarza z Jerozolimy, Franciszkowi Burbonowi, księciu Sewilli. W 1929 został zwierzchnikiem wielkiego baliwatu Hiszpanii zakonu św. Łazarza z Jerozolimy. W 1930, zgodą kuzyna – króla Alfonsa XIII, został powołany na namiestnika (generalnego administratora) zakonu. W 1935 obrano go wielkim mistrzem zakonu św. Łazarza. Nad zakonem uzyskał protektorat państwowy regenta Królestwa Hiszpanii gen. Franciszka Franco. W 1935 książę Sewilli po 100 latach administrowania zakonem przez namiestników został zatwierdzony jako 44. wielki mistrz. Wkrótce wielki mistrz wsławił się na polu walki z bolszewizmem w ojczystej Hiszpanii, zyskując przydomek Bohatera spod Malagi. Wtedy też opublikował unowocześnione prawa i regulaminy Zakonu Świętego Łazarza z Jerozolimy. W 1934 powołano polską jurysdykcję Zakonu na czele z hr. Janem Zamoyskim. W czasie II wojny światowej rycerze Zakonu pełnili swoją szpitalną służbę w wielu miejscach, przynosząc pomoc ofiarom bombardowań i bitew. We Francji w oddziałach partyzanckich działał specjalny korpus świętego Łazarza Corps Lazaristes w tzw. grupie „Lorda Denysa”. Po zakończeniu wojny – mimo doznanych strat – zakon kontynuował działalność w krajach całego świata.
W 1967 46. wielkim mistrzem został tytularny Pierwszy Książę Francji Karol Filip Burbon Orleański, książę de Alençon, Vendôme i Nemours. Po jego śmierci zakon podzielił się na dwie tzw. obediencje. W pierwszej, zwanej maltańską, na stanowisko 47. wielkiego mistrza został ponownie wybrany książę Franciszek Burbon Sewilski. Kawalerowie drugiej obediencji tzw. paryskiej na stanowisko wielkiego mistrza obrali Piotra de Cosse, księcia de Brissac.
W 2004 doszło do połączenia obediencji maltańskiej z obediencją paryską. Jednakże część członków dawnej obediencji paryskiej nie uznała tego porozumienia i powołała swoją strukturę zakonną (tzw. obediencja orleańska) pod protektoratem tytularnego Henryka VII Orleańskiego. Godność wielkiego mistrza tej obediencji objął Karol Filip Burbon-Orleański, książę Andegawenii. Obediencja orleańska stworzyła w świecie równoległą strukturę Zakonu Rycerzy św. Łazarza.

## Zakon dziś
Zakon św. Łazarza z Jerozolimy jest złożony z trzech obediencji. Dwóch z nich:, tj. tzw. „połączonej” maltańskiej i paryskiej wielkim mistrzem jest Karol de Gereda y de Bourbon, markiz Almazan, a duchowym protektorem melchicki-katolicki Patriarcha Jerozolimy i Antiochii Grzegorz III Laham. Trzeciej tzw. orleańskiej lub Boigny powstałej w 2004 jest Franciszek Burbon-Orleański, hrabia de Dreux (pod protektoratem tytularnego króla Francji Henryka VII), zaś protektorem duchowym był kardynał Dominik Duka, OP, prymas Czech, a od 10 sierpnia 2022 jest nim arcybiskup metropilita kigalijski kardynał Antoine Kambanda. Pośród wielu przedstawicieli dzisiejszego świata do zakonu należą m.in.: poprzedni król Hiszpanii Jan Karol I Burbon i jego syn, obecny król Filip VI Burbon, były car następnie premier Bułgarii Symeon II, były król Rumunii Michał I Hohenzollern-Sigmaringen, oraz wielu kardynałów i arcybiskupów. W latach 30. XX wieku zakon został reaktywowany w Polsce. Obecnie zwierzchnikiem jurysdykcji polskiej (Wielkiego Przeoratu Polski) Rycerskiego i Szpitalnego Zakonu Świętego Łazarza z Jerozolimy jest dr Julian Dutka, GCLJ. Wśród wybitnych Polaków należy wymienić takich członków zakonu jak: Władysław Bartoszewski, GCLJ; czy nieżyjący już: ks. Józef Gorzelany, SChLJ – budowniczy Arki Pana pierwszego kościoła w Nowej Hucie; Zofia Kossak-Szczucka, GCMLJ i dr Jan Deszcz, GCLJ – twórca pierwszego polskiego hospicjum w Nowej Hucie pod wezwaniem św. Łazarza. Na przełomie lat 80. i 90. lazaryci dalej udzielali pomocy charytatywnej Polsce (na ogólną sumę ponad 20 milionów dolarów). W czasie zimy 1991/92 zakon przekazał pomoc humanitarną dla głodujących w Rosji na sumę 125 mln dolarów. W XXI wieku zakon św. Łazarza pozostaje niezmiennie wierny zasadzie pomocy chorym, rannym, niedołężnym i wszystkim potrzebującym. Obecne motto zakonu Atavis et Armis – Poprzez przykład naszych przodków i tradycję oręża – wyraża się w praktycznej formie niesienia pomocy humanitarnej, medycznej, jak i innych działaniach charytatywnych i społecznych. Lazaryci prowadzi tego typu działalność w ponad 100 krajach świata. Oficjalne jurysdykcje (zwierzchnictwa) zakonu znajdują się w ponad 30 państwach. W Polsce zakon organizuje pomoc humanitarną i charytatywną, utrzymuje wolontariat oraz prowadzi wiele stacji medycznych i socjalnych pn. Lazarus.
W 2013 wielki mistrz obediencji orleańskiej hr. Jan Dobrzensky z Dobrzenic, wielki mistrz emeritus książę Karol Filip Orleański oraz protektor duchowy i kapelan generalny kard. Dominik Duka podpisali deklarację, w której podkreślono m.in., że „Zakon prosi każdego postulanta o zobowiązanie się do przestrzegania dekretu Kongregacji Nauki Wiary dotyczącego odrzucenia członkostwa w masonerii, zatwierdzonego przez Jana Pawła II w dniu 26 listopada 1983.”

## Lazaryci w Polsce

### Historia Zakonu w Polsce

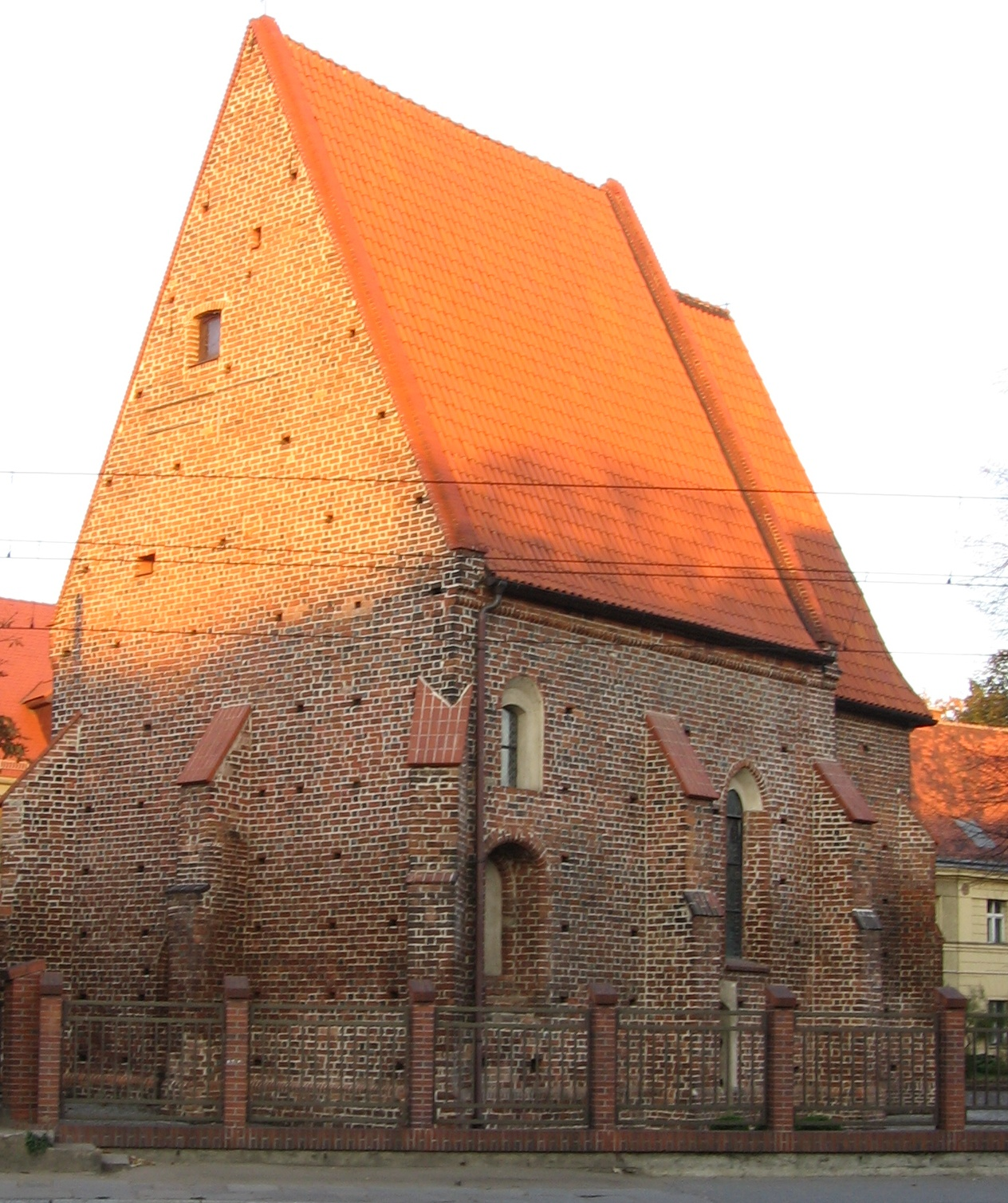
Kościół komandorii św. Łazarza za murami Wrocławia – XIV–XV w.

Do Polski lazaryci przybyli najprawdopodobniej na początku XIII wieku. Już w XIII wieku znalazł się na terenie Śląska (m.in. Wrocław) i Wielkopolski (Poznań). Dotarł też na Lubusz i Pomorze Zachodnie. W XIV wieku mnisi św. Łazarza zarządzali lazaretami przy wszystkich większych miastach. Do dzisiaj jedno z osiedli Poznania nosi nazwę Święty Łazarz, a we Wrocławiu znakiem tamtych czasów jest gotycki kościół zakonny św. Łazarza.

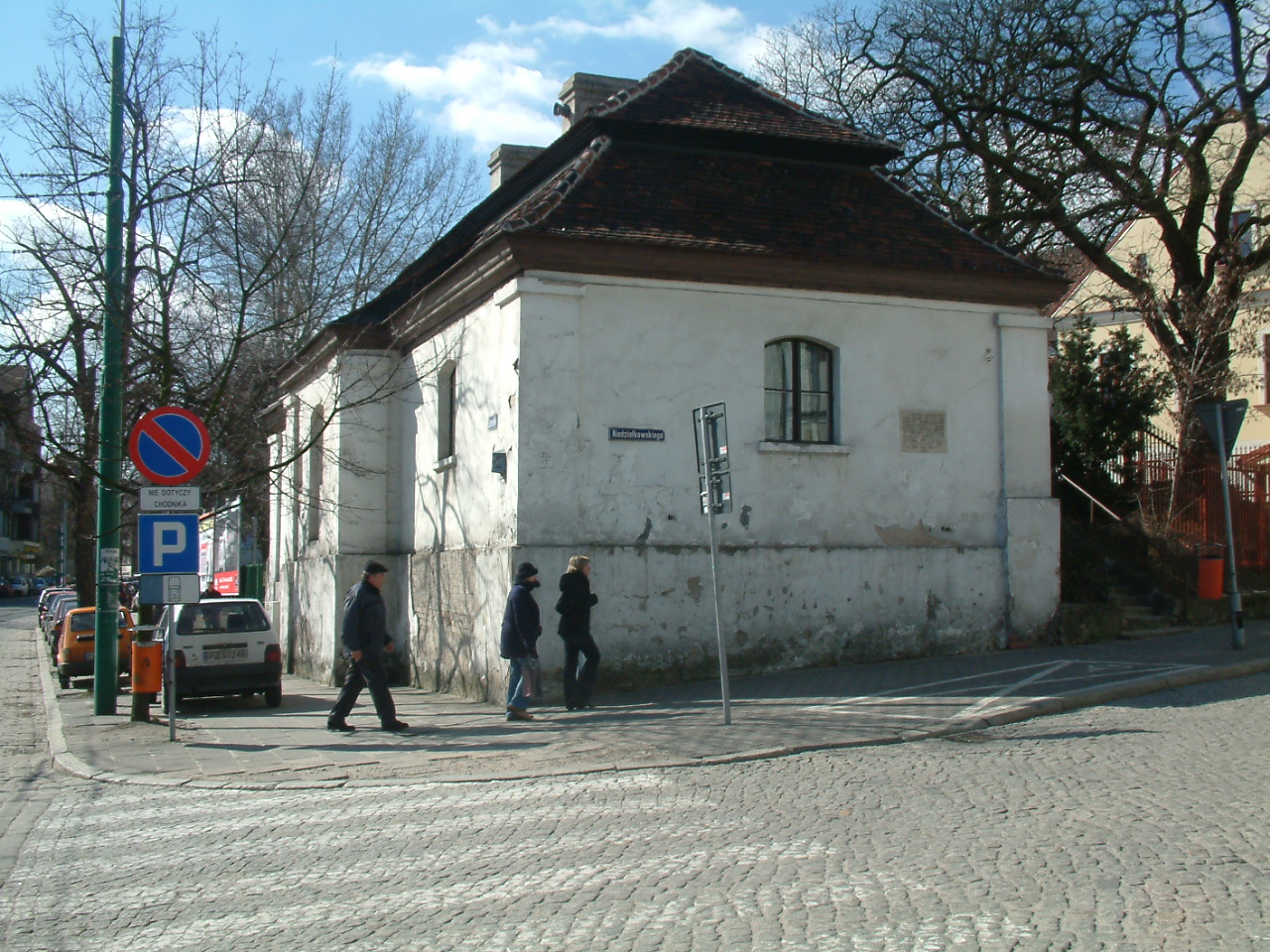
Leprozorium św. Łazarza w Poznaniu

Znany jest wiersz śląskiego anonimowego poety z XIII w. wymieniający zwierzchników zakonów rycerskich na Śląsku, w tym brata Kunratha (Konrada) jako zwierzchnika lazarytów. Za swoją dobroczynną działalność zakon został doceniony przez władców Polski. Ludwik I Wielki, król Polski i Węgier wspierał rycerzy św. Łazarza jak tylko mógł. Kolejny król, Władysław III Warneńczyk, protektor Zakonu św. Łazarza we wspólnocie polsko-węgierskiej, oddał swoje życie za Wiarę Chrześcijańską pod Warną w 1444, w czasie krucjaty przeciwko Turkom. Rycerze św. Łazarza towarzyszyli władcy w tej nieudanej kampanii. Na przełomie wieków XV i XVI w Polsce, jak i w całej Europie trąd stał się chorobą coraz rzadszą (przede wszystkim z powodu intensywnej pracy zakonu). Lazaryci zaczęli więc troszczyć się o innych chorych. Niestety w związku z rozszerzaniem się protestantyzmu także w Europie Środkowej wielu z nich przyjęło nowe wyznanie. W wielu krajach Europy, jak w Niemczech, Czechach i w Polsce zakon praktycznie przestał istnieć. Jeszcze w 1526 ostatni rycerze św. Łazarza ze środkowej Europy brali udział po wodzą Ludwika II Jagiellończyka w bitwie pod Mohaczem. W wiekach późniejszych Polacy do zakonu należeli sporadycznie (m.in.: Prokop Odrowąż-Pieniążek 1564, Franciszek Granowski z Granowa 1699, kawaler Przyborowski 1699, Jacek Dunin-Borkowski 1701, major Antoni Urbański 1726, ojciec i syn Lipscy 1699 i 1738, Ludwik Konarski 1738, ksiądz kanonik Jan Tański (kapelan Kapituły i jałmużnik zakonu) 1887). To za radą księdza Tańskiego ówczesny zwierzchnik i protektor zakonu Patriarcha Cyryl VIII Geha restytuował w 1910 Wielką Kapitułę w Europie. Od tego czasu Polacy coraz liczniej zostawali członkami Zakonu św. Łazarza. Wielu Polaków przyjmowało także zaszczytny tytuł rycerza sabaudzkiego Zakonu Świętych Maurycego i Łazarza. Oficjalna jurysdykcja Rycerskiego i Szpitalnego Zakonu św. Łazarza z Jerozolimy została przywrócona w Polsce w roku 1934 przez wielkiego mistrza Franciszka Burbona, księcia sewilskiego. Polskim zwierzchnikiem (Wielkim Przeorem) był najpierw hr. Jan Kanty Zamoyski GCLJ-J, po nim zmarły w 1968 ordynat dawidgródzki książę Karol Radziwiłł, GCLJ-J, a duchownym przeorem watykański ks. biskup Ignacy Dubowski (były biskup Łucka i Żytomierza). Po II wojnie światowej wielu polskich uchodźców wstępowało do Zakonu św. Łazarza na emigracji. Istniała jurysdykcja polska tzw. obediencji paryskiej, na czele której stał jako referendarz hr. Krystian Poniński, GCLJ-J. Organizacja hrabiego Ponińskiego pomagała głównie potomkom uchodźców polskich zamieszkałym w Adampolu w Turcji.
Następnie od 1979 działała Delegatura Polska (Délégation de Pologne) obediencji paryskiej, której zwierzchność powierzono trzyosobowej kapitule z księciem Maciejem Radziwiłłem, GCLJ-J na czele. To dzięki Delegaturze we współpracy z innymi jurysdykcjami zakonu, przede wszystkim amerykańską, niemiecką (obediencji maltańskiej z siedzibą w Kolonii, tzw. Lazarus-Hilfswerk), brytyjską i austriacką inicjowano pomoc charytatywną dla kraju. W trudnych latach 80. pomoc zakonu św. Łazarza dla Polski (przede wszystkim dary żywnościowe przekazywane na ręce Episkopatu Polski i rozdawane w parafiach) osiągnęła równowartość ponad 20 mln dolarów. W podzięce za niesioną Polsce pomoc ówczesny wielki mistrz obediencji maltańskiej Franciszek Burbon, książę sewilski, ustanowił w 1984 specjalny Polski Medal Wdzięczności nadawany przez Lazarus Hilfswerk (zob. niżej, Insygnia). Wśród odznaczonych znaleźli się m.in. Jan Paweł II, Lech Wałęsa i Walter Scheel. Następnie zakonna prowincja austriacka (obediencji paryskiej) wniosła olbrzymi wkład w budowę pierwszego w Polsce hospicjum (w Nowej Hucie). Hospicjum na cześć zakonu otrzymało nazwę świętego Łazarza.
W 1990 decyzją Wielkiego Mistrza Franciszka IV Burbon Sewilskiego powołana została do istnienia Komandoria Polski obediencji maltańskiej, na czele której stanął polski polityk emigracyjny Juliusz Nowina-Sokolnicki. W 1999 zwierzchnikiem Komandorii został Krzysztof Konstanty Radziwiłł. Kapitułę Komandorii Polskiej obediencji maltańskiej w latach 1999–2011 tworzyli: Igor Wójcik – vice-komandor, Paweł Suchoński – kanclerz, Henryk Wójcik – sekretarz, o. Grzegorz Badziąg, OFMCap – kapelan.
W 1992 na czele Delegatury Polskiej obediencji paryskiej stanął dr Jan Deszcz; w 1994 jurysdykcję tą przeorganizowano na Wielki Przeorat Polski, na czele z Wielkim Przeorem Janem Deszczem. Pierwszą kapitułę Przeoratu tworzyli m.in.: ksiądz Józef Gorzelany, kapelan; Teresa Rawczyńska, sekretarz; dr Julian Dutka, szpitalnik. Po śmierci poprzedników Wielkim Przeorem został Julian Dutka, szpitalnikiem dr Antoni Marcinek a kapelanem zakonu o. Jan Potępa, OFM.
W 2011 po częściowym połączeniu obediencji maltańskiej i paryskiej większość kawalerów i dam Komandorii Polskiej zostało członkami Wielkiego Przeoratu Polski połączonych obediencji. Członkowie pozostali poza połączonymi obediencjami przyłączyli się do nowo sformowanej w strukturach Wielkiego Przeoratu Czech obediencji orleańskiej Komandorii Polskiej. Komandoria ta 15 października 2016 podczas Kapituły Generalnej w Rzymie uzyskała samodzielność i została przekształcona w Wielki Przeorat Polski obediencji orleańskiej.
Obecnie istnieją w Polsce dwie jurysdykcje zakonu. Wielkim Przeorem Polski połączonych obediencji maltańskiej i paryskiej jest dr hab. Julian Dutka, Sekretarzem Generalnym Jadwiga Deszcz. Natomiast Wielkim Przeorem Wielkiego Przeoratu Polski obediencji orleańskiej jest Krzysztof Polasik-Lipiński, a Baliwem Jan Szmyd. Przeorem duchowym Wielkiego Przeoratu Polski obediencji orleańskiej jest ordynariusz bydgoski bp Krzysztof Włodarczyk, a Protektorem Komandorii Podkarpackiej bp Stanisław Jamrozek.

## Symbole zakonu

### Krzyż

Krzyż Zakonu św. Łazarza

Znakiem rozpoznawczym szpitalników i rycerzy św. Łazarza stał się zielony krzyż, noszony na habitach i rycerskich płaszczach, a dziś na ratowniczych uniformach, rycerskich płaszczach oraz na lewej piersi przez rycerzy i damy stanu szlacheckiego (po sprawiedliwości lub z prawa). Do XVI w. był to krzyż grecki, później krzyż ośmioramienny wzoru maltańskiego.
Od samego początku w herbie zakonu znajduje się zielony krzyż łaciński umieszczany na srebrnym (alternatywnie białym tle), a na fladze i chorągwiach zielony zwykły krzyż prosty na białym tle.

### Zieleń

Flaga Zakonu św. Łazarza

Przyjęcie przez lazarytów zielonego koloru jako własnego znaku rozpoznawalnego nastąpiło w czasach krucjat (XII w.), kiedy to krzyżowcy naszywali na przednią część ubioru lub z lewej strony płaszcza krzyże. Z początku każda nacja rezerwowała sobie własny kolor np.: Francuzi – czerwony, Niemcy – czarny, Anglicy – niebieski. Także zakony rycerskie dla wzajemnego siebie rozróżnienia przyjmowały własny charakterystyczny kolor, umieszczany z czasem także w formie krzyża na chorągwiach bitewnych. Według różnych legend lazaryci wybrali zieleń albo z powodu szacunku do wroga – armii muzułmańskiej, której symbolem była właśnie zieleń, lub z powodu objawienia doznanego przez trędowatego króla Jerozolimy Baldwina IV, w którym Chrystus nakazywał lazarytom przyjęcie zieleni jako znaku ich posłannictwa i poświęcenia.

## Strój zakonny
Strój Zakonny Dam i Kawalerów Rycerskiego i Szpitalnego Zakonu Świętego Łazarza z Jerozolimy to przede wszystkim czarny płaszcz z zielonym krzyżem ośmioramiennym na lewej stronie. Członkowie „Towarzystwa Zasługi” Rycerskiego i Szpitalnego Zakonu Świętego Łazarza z Jerozolimy mają prawo do noszenia białego płaszcza z zielonym krzyżem ośmioramiennym na lewej stronie. Członkowie „Towarzystwa Donatów” Rycerskiego i Szpitalnego Zakonu Świętego Łazarza z Jerozolimy mają prawo do noszenia podobnego czarnego płaszcza z zielonym krzyżem ośmioramiennym na lewej stronie, ale w tym wypadku krzyż jest uszczerbiony (tj. pozbawiony górnego ramienia).
Kapelani Zakonu Świętego Łazarza natomiast zakładają przede wszystkim mucet z zielonymi guzikami oraz obszyciem, naszywając również po jego lewej stronie krzyż zakonu. Mają również prawo nosić sutannę podobnie jak mucet z zielonymi guzikami oraz obszyciem, który podtrzymywany jest zielonym pasem, na którym wyszyty jest herb jurysdykcji. do stroju przynależy również biret (nakrycie głowy) z zielonym pomponikiem. Podczas uroczystych celebracji kapłani zakładają ornaty z zielonym krzyżem, na który zawieszają kapelańskie ordery zakonu świętego Łazarza.
Wszyscy na sobie właściwych szatach zakonnych noszą ordery nadane przez Wielkiego Mistrza.

## Insygnia zakonne

### Historyczne
Do końca XV w. rycerze św. Łazarza nosili na habitach zwieszane z szyi (na tasiemkach lub łańcuchach) zwykłe metalowe krzyże, świadczące o ich duchownym stanie. Takie pierwotne insygnia możemy znaleźć na nagrobnych wizerunkach lazarytów pochowanych w normandzkiej komandorii św. Antoniego de Grattemont.
Na początku XVI w. krzyże zwieszane z szyi zaczęły być emaliowane na kolor zielony, symbolizujący posługę lazarytów.
Za czasów wielkiego mistrza Jana de Levis (1557–1564) zaprojektowano nowy wzór insygniów św. Łazarza. Jako że lazaryci na mocy podpisanego układu stali się częścią joannitów (i nosili dwie oznaki zakonne, prosty zielony krzyż lazarytów oraz biały ośmioramienny krzyż joannitów), zadecydowano o złożeniu jednego krzyża z drugim. Tak powstał nowy emblemat rycerzy św. Łazarza, którym stał się krzyż metalowy biało emaliowany, wewnątrz którego znajdował się krzyż zielony. Lazaryci w efekcie przyjęli cienką białą bordiurę (joannitów) dookoła zielonego ośmioramiennego krzyża. Na znak tradycji i wdzięczności za opiekę Zakonu Maltańskiego nad lazarytami w tamtych trudnych czasach po dziś dzień w odznace orderowej zachowana jest cienka biała bordiura. W 1572 książę Filibert Emanuel Sabaudzki, nowy zwierzchnik rycerzy św. Łazarza z Kapui, na znak usamodzielnienia się od joannitów zrezygnował z używania bordiury w zakonnych znakach.
W 1608 doszło do połączenia na stanowisku wielkich mistrzów zakonów św. Łazarza i Najświętszej Marii Panny z Góry Karmel. Właściwymi insygniami połączonych zakonów stały się ordery, które składały się z krzyża ośmioramiennego, z jednej strony zielono emaliowanego, w środku którego znajdowała się okrągła tarcza z przedstawieniem wskrzeszenia Łazarza. Na drugiej zaś stronie z krzyża purpurowego z wizerunkiem Najświętszej Marii Panny. Pomiędzy skrzydłami krzyża znajdowały się złote lilie. Osiem końców krzyża obsadzone było złotymi kulkami. Komandorowie nosili ten krzyż na szerokiej wstędze zwieszanej z szyi. Kawalerowie na piersi, przy dziurce od guzika. Krzyż połączonych zakonów noszono na wstęgach purpurowych, aż do 1778, kiedy to rozdzielono insygnia obu zakonów. Krzyż większy symbolizujący tradycję św. Łazarza noszono na zielonej wstędze, a mały krzyż z wizerunkiem Najświętszej Marii Panny przy dziurce od guzika na wstążce purpurowej (tzw. krzyż Nowicjatu, przyznawany absolwentom zakonnej Akademii Wojskowej). Od 1830 po zniesieniu unii personalnej z zakonem NMP z Góry Karmel insygniami lazarytów stał się emaliowany zielony krzyż z białą bordiurą, w środku którego znajdowała się okrągła tarcza z wizerunkiem wskrzeszenia Łazarza. Na rewersie emaliowanym w te same barwy znajdowało się wyobrażenie Najświętszej Marii Panny. Między ramionami krzyża znajdowały się złote lilie. Krzyż zawieszano na wstędze koloru zielonego.

### Obecne
- Krzyż zakonników

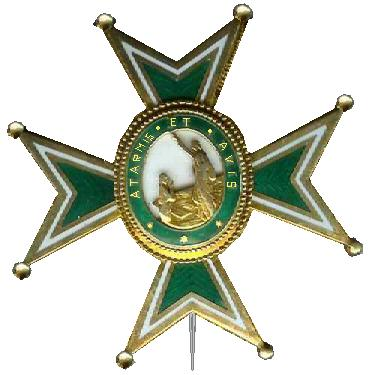
Krzyż lazarycki

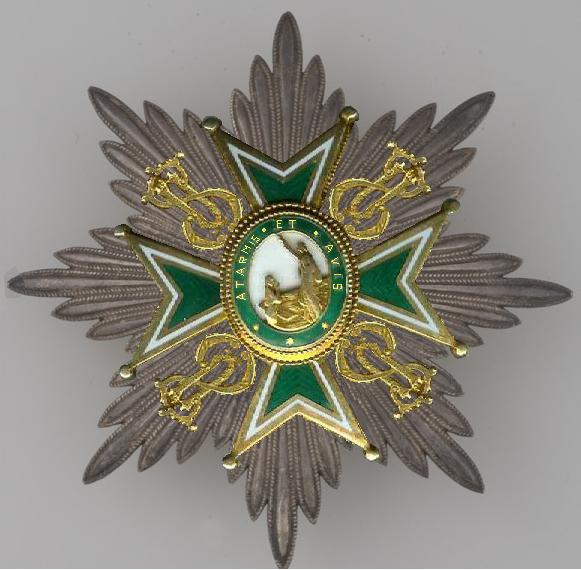
Gwiazda lazarycka

Właściwymi insygniami zakonu są oznaki umieszczone na zawieszce w kształcie trofeum składającego się ze zbroi rycerskiej z nałożonym białym krzyżem łacińskim i chorągwiami, noszone na zielonej wstędze, wielkości uzależnionej od przyznanej rangi. Order składa się w awersie ze złotego zielono emaliowanego z białą bordiurą krzyża ośmioramiennego, pośrodku którego na owalnej tarczy znajduje się przedstawienie wstającego z grobu św. Łazarza, z napisem ATAVIS ET ARMIS. Między ramionami krzyża znajdują się złote inicjały SLJ (S. Lazarus de Jerusalem). Również emaliowany rewers posiada jako medalion środkowy owalny medal z podobizną NMP z Góry Karmel. Kawalerowie i damy otrzymują także przypinaną do piersi złotą promienistą gwiazdę zakonną, na której umieszczony jest krzyż orderowy. Krzyż komandorów zwyczajnych, oficerów i członków zwykłych jest pozbawiony inicjałów między ramionami. Komandorzy zwyczajni otrzymują gwiazdę srebrną, bez inicjałów między ramionami krzyża. Rycerze i damy po sprawiedliwości (należący do szlachty) noszą oprócz tego na lewej piersi prosty zielony krzyż orderowy. Gwiazda rycerzy (tylko w obediencji maltańskiej) oraz komandorów (obie obediencje) jest noszona na prawej piersi. Wielki Krzyż jest noszony na zielonej wstędze z prawego ramienia na lewy bok, gwiazda na lewej piersi. Odznaczenia damskie są na ogół noszone na damskiej kokardzie powyżej lewej piersi.
Produkowany w Czechach do 1939 oraz w latach 1945–1947 i w Polsce od 1978 (dla Przeoratów Czech, Polski i Szwecji obediencji paryskiej) krzyż zakonny posiada zamiast prostych inicjałów stylizowane w kształcie liści lipowych litery SLJ między ramionami. Rewers jest w tym modelu w niektórych wykonaniach nieemaliowany i posiada medalion NMP z Góry Karmel.
- Łańcuch

Wielki łańcuch orderowy, noszony na ogół tylko przez wielkich przeorów i inne osobistości pełniące wysokie funkcje zakonne (jest najwyższym odznaczeniem zakonu), składa się z ogniw trzech rodzajów: zielonych krzyży zakonnych, otoczonych dewizą „Atavis et armis” na białym tle, białych tarcz z zielonym łacińskim krzyżem oraz złotych medalionów z herbem zakonu.
- Insygnia oficjałów (obediencja paryska)
  - Krzyż Rycerski (fr. Croix de Chevalerie), zależnie od pełnionej funkcji złoty lub srebrny krzyż maltański z podobizną św. króla Ludwika IX, noszony na agrafie na lewej piersi;
  - Krzyż Wielkich Przeorów – noszony na szyi w czasie pełnienia urzędu prosty zielony krzyż zakonny (Krzyż Szlachecki) na złotym łańcuchu;
  - Laska Wielkich Przeorów – laseczka z kości słoniowej, przyozdobiona prostym zielonym krzyżem zakonnym. Przeorowie mają prawo ją nosić na terenie własnej jurysdykcji. Przysługuje także wszystkim wysokim oficjałom Rządu Zakonnego.
- Insygnia oficjałów (obediencja maltańska)
  - Łańcuch oficjałów – składa się z orderowego wielkiego krzyża zakonu, zawieszonego na złotym łańcuchu, z dodatkowymi dwoma kwadratowymi ogniwami z wizerunkami krzyża św. Łazarza i dwoma z inicjałami zakonu SLJ. noszony na szyi w czasie pełnienia urzędu przez członków Rady Najwyższej i Rządu Zakonnego, Wielkich Sekretarzy, zwierzchników jurysdykcji (przeorów, baliwów, komandorów itp.) oraz krajowych kanclerzy.
- Krzyż Honoru i Zasługi (obediencja paryska)

Ustanowiony w 1980 przez Wielkiego Mistrza ks. de Brissaca krzyż honoru i zasługi posiada pięć stopni według schematu Legii Honorowej. Insygnia są identyczne z oznaką orderową (bez inicjałów między ramionami), ale zamiast białej bordiury posiadają czarną. Zawieszką jest emaliowany na zielono i czarno wieniec laurowy otaczający splecione litery SL. Krzyż noszony jest na zielonej wstążce z czarnym i białym obustronnym paskiem. Posiadacze nie są członkami Zakonu, ale członek może otrzymać to odznaczenie za wybitne zasługi.
- Krzyż Zasługi (obediencja maltańska)

Posiada trzy stopnie (złoty, srebrny, brązowy). Krzyż złożony jest ze złotego zielono emaliowanego krzyża ośmioramiennego, pośrodku którego na jasno zielono-niebieskiej owalnej tarczy znajdują się złote inicjały „SLJ”. Noszony jest na składanej w trójkąt czerwonej wstążce z zielonymi obustronnymi paskami. Krzyż zasługi obediencji maltańskiej jest nadawany tylko członkom zakonu za wybitne zasługi.
- Oznaka Braci i Sióstr zakonnych (obediencja paryska)

Pięcioklasowa oznaka tej kategorii członków (osób wiary niechrześcijańskiej, fr. Compagnons de Saint-Lazare, niem. Gefährten des Lazarusordens) to złota pięcioramienna gwiazda z medalionem orderu (Wskrzeszeniem św. Łazarza) pośrodku, noszona na zielonej wstędze z amarantowym paskiem po obu bokach.
- Pierścień honorowy Constantiae Equestri (obediencja paryska)

Pierścień został ustanowiony 10 lutego 1972 przez ówczesnego zwierzchnika zakonu (Chef Suprême de l’Ordre) księcia de Cossé-Brissac jako nagroda „dla wybitnych osobistości wyznania chrześcijańskiego, które dzięki swej szczególnej pozycji społecznej i wzorowym życiu w służbie wiary chrześcijańskiej, pielęgnacji tradycji i miłości dla bliźnich dają swym współczesnym przykład cnót rycerskich”.
Pierścień otrzymali 10 marca 1972 przebywający na wygnaniu w Wiedniu prymas węgierski kardynał József Mindszenty i na swe 60. urodziny 12 listopada 1972 także kawaler Zakonu arcyksiążę Otto von Habsburg. Pod koniec życia zgodził się go przyjąć ksiądz kardynał Stefan Wyszyński, lecz do przekazania nie doszło wskutek choroby, a następnie śmierci prymasa Polski.
- Krzyż Donatów (obediencja maltańska i paryska)

Trzyklasowy. Insygnia Donatów składają się z krzyża św. Łazarza, którego tylko trzy ramiona (boczne i dolne) emaliowane są zielono. Donaci 2. Klasy zawieszają krzyż na zawieszce w kształcie trofeum składającego się ze zbroi rycerskiej z nałożonym zielonym krzyżem św. Łazarza, chorągwiami i panopliami. Donaci 1. Klasy zawieszają krzyż na zawieszce w kształcie korony wschodniej, zwieńczonej krzyżem św. Łazarza. Nagrodzenie tytułem i krzyżem Donata mają prawo nosić zakonne kulle (płaszcze zakonne). Wstążeczka jest purpurowa z zielonym paskiem przez środek i żółtym paskiem obustronnie po brzegu.
- Medal Zasługi (obediencja paryska i maltańska)

Odnowiony przez wielkiego mistrza Franciszka III Burbona Sewilskiego medal pochodzący z XVII wieku. Nadawany członkom zakonu za wybitne zasługi. Na medalu znajduje się wizerunek jeźdźca św. Łazarza w pełnej zbroi z uniesionym mieczem. W koło napis: ORDO*MILIT*S**LAZARI* HIROSOL*RESTITUTUS. W części dolnej napis: RESE*ASSERTORO*ET*SYMNO*DUCE* MDCLXXII. Trzystopniowy (złoty, srebrny i brązowy). Wstążeczka jest zielona z czerwonym paskiem przez środek, oraz cienkim czerwono-złotym,
czerwono-srebrnym, lub czerwono-brązowym obustronnym paskiem (w zależności od stopnia).
- Medal Krzyżowca (obediencja maltańska) – zwany tradycyjnie Muszlą Pielgrzymią (P.S.L.J.)

Jest nadawany członkom zakonu i osobom stowarzyszonym z zakonem po odbyciu pielgrzymki do Ziemi Świętej. Pielgrzymka musi być zorganizowana przez instytucje kościelne i musi odwiedzić Jerozolimę, Betanię i Betlejem.
Nagrodzeni mają prawo nosić wizerunek muszli pielgrzymiej na kullach (płaszczach rycerskich) pośrodku naszytego zielonego krzyża. Wstążeczka jest bordowa z żółtym szerszym paskiem, po którego bokach umieszczony są paski cienkie zielone.
- Polski Medal Wdzięczności (obediencja maltańska)

Ustanowiony w 1984 przez Wielkiego Mistrza Franciszka III Burbona Sewilskiego. Był przyznawany przez niemiecki Lazarus Hilfswerk (zakonna organizacja pomocy humanitarnej) za zasługi w pomocy dla Polski w latach osiemdziesiątych. Wśród odznaczonych znaleźli się m.in. Jan Paweł II, prezydent Lech Wałęsa i Walter Scheel – prezydent Niemiec. Na srebrnym medalu znajduje się umieszczony nad herbem zakonu św. Łazarza – zza którego wystają sztandary z herbami Polski i Niemiec – wizerunek Matki Boskiej Częstochowskiej Królowej Polski. W górze po otoku napis: „DANK FÜR POLENHILFE”
Wstążeczka jest zielona z biało-czerwonym (kolorem polskiej flagi) obustronnym paskiem.
- Odznaka za Służbę w Zakonie (ang. Meritorious Service Decoration) (obediencja maltańska)

Ustanowiona w lipcu 1984 przez Wielkiego Mistrza Franciszka III Burbona Sewilskiego dla członków zakonu, którzy ukończyli 20 lat pracowitej służby w zakonie.
Składa się z ośmioramiennego krzyża zielono emaliowanego, zwieńczonego koroną, położonego na wieńcu ze złotych liści laurowych. W środku krzyża znajduje się gotycka tarcza herbowa zakonu z zielonym krzyżem prostym na białym tle.

### Insygnia o charakterze lokalnym
- Medal im. Sługi Bożego Karola z Domu Austriackiego (Wielki Przeorat Austrii, obediencja paryska)

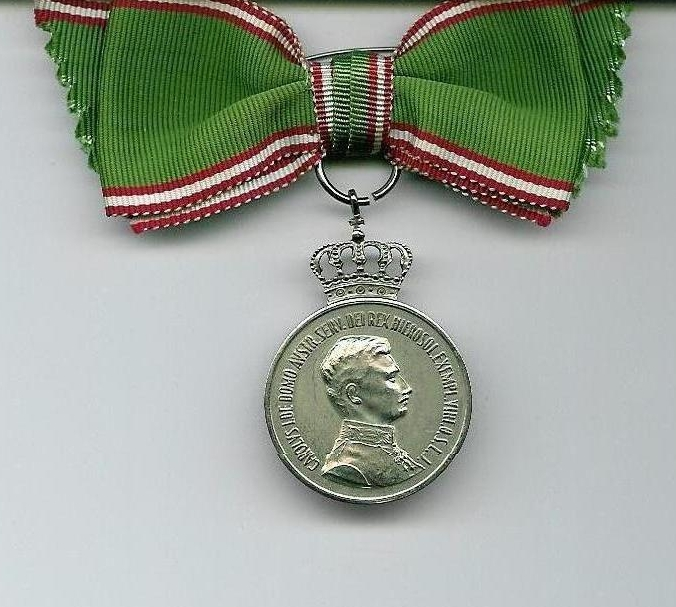
Medal im. cesarza Karola

Ustanowiony 17 sierpnia 1978 w dzień urodzin cesarza Karola I (potocznie zwany Karlmedaille) przez ówczesnego Wielkiego Przeora Austrii arcyksięcia Leopolda Habsburga (tytularnego W. Księcia Toskanii) trzystopniowy (złoty, srebrny i brązowy) medal za zasługi dla tej prowincji zakonu ma na awersie popiersie ostatniego cesarza Austrii i króla Węgier bł. Karola I zwróconego na lewo (identyczne z popiersiem cesarza na dawnym austriackim odznaczeniu Signum Laudis), otoczone napisem Carolus I de Domo Austr. Serv. Dei Rex Ierosol. Exempl.Virt.O.S.L.J (Karol I z Domu Austriackiego Sługa Boży Król Jerozolimy Przykład Cnót dla O.S.L.J), zaś na rewersie herb Leopolda Toskańskiego jako W. Przeora otoczony napisem Ordo Equestr. St.Lazari Magn.Prior Austriae MCMLXXVIII (Zakon Rycerski Św. Łazarza Wielki Przeorat Austrii 1978). Zawieszony jest na koronie królewskiej. Wstążeczka jest zielona z czerwono-biało-czerwonym obustronnym paskiem.
- Medal Karola księcia Schwarzenberga (cz. Medaile Karla knížete Schwarzenberga) (Wielki Przeorat Czech, obediencja orleańska)

Przedstawiające popiersie księcia Karla VI von Schwarzenberga trzystopniowe (złoty, srebrny i brązowy) odznaczenie przyznawane przez Wielki Przeorat Bohemii za zasługi w dziedzinie charytatywne.
- Polski Krzyż Honorowy (fr. Croix Polonaise d’Honneur) (obediencja paryska)

Został ustanowiony w 1982 przez ówczesną Delegaturę Polską Zakonu jako nagroda za pomoc dla ludności polskiej w czasie stanu wojennego. Oznaką był emaliowany na zielono krzyż maltański z nałożonym nań na awersie złotym orłem polskim mod. 1918, z dekoracją wojenną (karabinie skrzyżowanym z szablą) między ramionami. Rewers był nieemaliowany z miejscem na wygrawerowanie nazwiska odznaczonego. Zawieszką był czarno-zielony wieniec laurowy otaczający splecione litery SL. Noszony był na zielonej wstążce Zakonu. Krzyż nadany został poprzez trudności administracyjne tylko w jednym egzemplarzu, który otrzymał ówczesny Generalny Wizytator Zakonu obediencji francuskiej i przeor prowincji austriackiej Baron Edmund von Hammer.

## Rangi i kategorie w zakonie

### Kategorie członkostwa
Istnieją dwie główne kategorie przyjęć: „z prawa” oraz „z łaski mistrzowskiej”. Kawalerowie i damy przyjmowani w kategorii „z prawa” muszą udowodnić pochodzenie szlacheckie po mieczu od minimum czterech pokoleń wstecz. Przysługuje im dodatkowa litera „-J” w akronimach rang zakonnych umieszczanym po nazwisku, np.: GCLJ-J.
W zakonie istnieje też kategoria członków „Towarzystwa Zasługi” i „Towarzystwa Donatów”, osób, od których nie są wymagane śluby zakonne, a w ten sposób są nagradzani za swe działania w charytatywnych pracach zakonu. Istnieje także kategoria „Braci i sióstr Lazarytów”, osób wiary niechrześcijańskiej (zob. wyżej, Insygnia).

### Rangi zakonne (stopnie wojskowe), oraz ichakronimy
- rangi rycerskie (kawalerskie) – od najwyższego:
| Obediencje maltańska i paryska                                                    | Obediencja orleańska                                                              |
| --------------------------------------------------------------------------------- | --------------------------------------------------------------------------------- |
| Rycerz, lub Kawaler Wielkiego Krzyża, GCLJ – łac. Eques Magnae Crucis             | Rycerz, lub Kawaler Wielkiego Krzyża, GCLJ – łac. Eques Magnae Crucis             |
| Rycerz Komandor, lub Kawaler Krzyża Komandorskiego, KCLJ – łac. Eques Commendator | Rycerz Komandor, lub Kawaler Krzyża Komandorskiego, KCLJ – łac. Eques Commendator |
| Rycerz, lub Kawaler, KLJ – łac. Eques                                             | Rycerz, lub Kawaler, KLJ – łac. Eques                                             |

- rangi damskie – od najwyższego:
| Obediencje maltańska i paryska                                                 | Obediencja orleańska                                                           |
| ------------------------------------------------------------------------------ | ------------------------------------------------------------------------------ |
| Dama Wielkiego Krzyża, DGCLJ – łac. Domina Magna Crucis                        | Dama Wielkiego Krzyża, DGCLJ – łac. Domina Magna Crucis                        |
| Dama Komandor, lub Dama Krzyża Komandorskiego, DCLJ – łac. Domina Commendatrix | Dama Komandor, lub Dama Krzyża Komandorskiego, DCLJ – łac. Domina Commendatrix |
| Dama, DLJ – łac. Domina                                                        | Dama, DLJ – łac. Domina                                                        |

- stopnie braci i sióstr – od najwyższego:
| Obediencje maltańska i paryska                                                                    | Obediencja orleańska                                                                                   |
| ------------------------------------------------------------------------------------------------- | --- |
| Brat, Siostra Komandor, CLJ – (mężczyźni i kobiety) – łac. Frater Commendator, Soror Commendatrix | Brat posługujący, Siostra posługująca, SBLJ – (mężczyźni i kobiety) – łac. Frater Servus, Soror Servus |
| Brat, Siostra Oficer, OLJ – (mężczyźni i kobiety) – łac. Frater Officialis, Soror Officialis      | Brat, Siostra, BLJ – (mężczyźni i kobiety) – łac. Frater, Soror                                        |
| Brat, Siostra, MLJ – (mężczyźni i kobiety) – łac. Sodalis (Frater, Soror)                         | Brat, Siostra, BLJ – (mężczyźni i kobiety) – łac. Frater, Soror                                        |

- stopnie kapelanów – od najwyższego:
- Kapelan Konwentualny Wielkiego Krzyża, czyli Prałat, EGCLJ – łac.  Cappellanus Conventualis Magnae Crucis, lub Praelatus Magnae Crucis
- Starszy Kapelan, SChLJ – łac. Cappellanus Maior
- Kapelan, ChLJ – łac. Cappellanus
- Kapelan Asystent, lub Asystent Kapelana, lub Asystent Kościelny, AChLJ – łac. Cappellanus Assistentes

### Rangi członków Towarzystwa Zasługi
- Członek Towarzystwa Zasługi, MMLJ – łac. Sodalit pro Merito
- Oficer Towarzystwa Zasługi, OMLJ – łac. Officialis pro Merito
- Komandor Towarzystwa Zasługi, CMLJ – łac. Commendator/Commendatrix pro Merito
- Kawaler/Dama Towarzystwa Zasługi, KMLJ/DMLJ – łac. Officialis Magnus pro Merito
- Kawaler/Dama Wielkiego Krzyża Towarzystwa Zasługi, GCMLJ/DCMLJ – łac. Eques/Domina/Prelatus Magna Crucis pro Merito[potrzebny przypis]

### Rangi członków Towarzystwa Donatów
- Donat Trzeciej Klasy, Don3LJ
- Donat Drugiej Klasy, Don2LJ
- Donat Pierwszej Klasy, Don1LJ

## Patroni
- św. Łazarz
- św. Bazyli
- św. Jan Jałmużnik
- św. Jerzy
- bł. Gerard
- bł. Rajmund
- św. Ludwik IX
- św. Elżbieta Węgierska

## Inne zakony św. Łazarza
Od początku wieku XX zaczęły się pojawiać nowe zakony św. Łazarza (podobnie jak wersje zakonu św. Jana, których jest ok. 20). Działają lub działały nadając tytuły „kawalerów” i „dam” św. Łazarza.
Oto niektóre z nich:
- Zakon Rycerzy i Szpitalników św. Łazarza z Jerozolimy i Najświętszej Marii Panny – założony w (?) 1910 w Belgii przez Jakuba Mosera – zanikł w 1928
- Zjednoczone Wielkie Przeoraty Zakonu św. Łazarza z Jerozolimy – założone w 1995 przez Jana Dudleya von Sydow[16]
- Zakon Zmartwychwstania św. Łazarza – Ordre de la Résurrection de Saint-Lazare – założony w Kanadzie w latach 80.
- Panoński Suwerenny Rycerski i Szpitalny Zakon św. Łazarza z Jerozolimy, Pannsov – założony w 2004 przez dr. Allana Inoviusa na Węgrzech[potrzebny przypis]